# Condena
En derecho, una condena es la determinación por parte de un tribunal de justicia de que un acusado es culpable de un delito. Una condena puede seguir a un alegato de culpabilidad aceptado por el tribunal, a un juicio con jurado en el que se emite un veredicto de culpabilidad o a un juicio ante un juez en el que se declara culpable al acusado. Lo opuesto a una condena es una absolución (es decir, «no culpable»). A veces, a pesar de que un acusado haya sido declarado culpable, el tribunal puede ordenar que no sea condenado. Por otro lado, una condena menor no afecta al acusado sino que sirve de advertencia. Al historial de condenas de una persona se conoce como antecedentes penales.
En cualquier sistema de justicia penal, a veces se condena a personas inocentes. Los mecanismos de apelación y los de reparación posteriores a la condena pueden ayudar a abordar esta cuestión hasta cierto punto. Un error que conduce a la condena de una persona inocente se conoce como error judicial. En algunos sistemas judiciales, la fiscalía puede apelar las absoluciones; mientras que en otros, esto está prohibido bajo las protecciones de doble incriminación.
Después de que un acusado es condenado, el tribunal determina la sentencia apropiada como castigo. Además de la sentencia, una condena también puede tener otros efectos, conocidas como consecuencias colaterales de la acusación penal, que pueden incluir impactos en el empleo, la vivienda, el derecho a viajar a otros países y otras áreas de la vida de un individuo.